# Cerbera laeta
Cerbera laeta är en oleanderväxtart som beskrevs av A. J. M. Leeuwenberg. Cerbera laeta ingår i släktet Cerbera och familjen oleanderväxter. Inga underarter finns listade i Catalogue of Life.